# سیلمیدو
سیلمیدو (جزیره سیلمی) جزیره‌ای متروکه در دریای زرد در سواحل غربی کره جنوبی است. مساحت آن حدود ۰٫۲۵ کیلومتر مربع (۶۲ جریب) است. این جزیره در داخل مرزهای کلانشهر اینچئون و حدوداً در ۵ کیلومتری جنوب غربی فرودگاه بین‌المللی اینچئون قرار دارد. بیشتر جزیره از تپه‌هایی تشکیل شده‌است که حدود ۸۰ متر ارتفاع دارند.